# KSV Bredene
KSV Bredene is een Belgische voetbalclub uit Bredene. De club is aangesloten bij de KBVB met stamnummer 4460 en heeft blauw en wit als kleuren.

## Geschiedenis
In 1946 sloot SV Bredene zich aan bij de Belgische Voetbalbond en ging er spelen in de provinciale reeksen.
Rond de eeuwwisseling ging KSV Bredene wat op en neer tussen Derde en Vierde Provinciale, de laagste provinciale niveaus. Uiteindelijk won Bredene in 2007 zijn reeks in Derde Provinciale en promoveerde zo naar Tweede Provinciale. Daar bleef de club nu succesvol en KSV Bredene wist ook daar in zijn eerste seizoen meteen zijn reeks te winnen. De club stootte zo in 2008 door naar het hoogste provinciale niveau, Eerste Provinciale.
In het voorjaar van 2011 verlieten enkele bestuursleden wegens onvrede KSV Bredene om een nieuwe Bredense club op te richten in Vierde Provinciale, namelijk Bredene Sport, dat bij de KBVB aansloot met stamnummer 9564.
KSV Bredene had het moeilijk. In 2012 degradeerde men weer naar Tweede Provinciale en in 2013 zakte men verder naar Derde Provinciale, naar waar ondertussen ook Bredene Sport was opgeklommen. Het kwam in 2013 weer tot een samenwerking tussen beide clubs. Bredene Sport met stamnummer 9564 werd weer opgedoekt en bestuursleden en heel wat spelers keerden terug naar KSV Bredene, dat met stamnummer 4460 in Derde Provinciale ging spelen.
In 2014 werd de promotie, met de nieuwe voorzitter Gregorio Salhi, afgedwongen naar Tweede Provinciale. In 2015 kon KSV Bredene de eindronde behalen van tweede provinciale, maar strandde in deze eindronde. Het jaar 2015 was ook het jaar van de huldiging van de nieuwe kleedkamers en de explosieve groei van de jeugdwerking van deze club. In het seizoen 2015-2016 kon de club rekenen op 21 jeugdploegen. Ook de senioren kenden een uitbreiding. Er werd een extra ploeg opgestart in vierde Provinciale genoemd Bredene B, in hetzelfde seizoen werd ook KSV Bredene veteranen opgericht, waardoor het aantal spelende leden boven de 300 personen uit kwam.
KSV Bredene heeft ook een vrouwenploeg, die sinds 2020 meedraait in Tweede Nationale.  

## Trivia
In 2007 kwam een 18-jarige jeugdspeler van KSV Bredene in het nieuws toen hij in Oostende slachtoffer werd van zinloos geweld en werd doodgestoken.

## Resultaten

### Mannen
| Seizoen | Klasse | Klasse | Klasse | Klasse | Klasse | Klasse | Klasse | Klasse | Klasse | Reeks                                                    | Punten                                                   | Opmerkingen                                              |
|         | 1A     | 1B     | 1Am    | 2Am    | 3Am    | P.I    | P.II   | P.III  | P.IV   | Vanaf 2016-17 zijn er 3 nationale en 2 regionale niveaus | Vanaf 2016-17 zijn er 3 nationale en 2 regionale niveaus | Vanaf 2016-17 zijn er 3 nationale en 2 regionale niveaus |
| ------- | ------ | ------ | ------ | ------ | ------ | ------ | ------ | ------ | ------ | -------------------------------------------------------- | -------------------------------------------------------- | -------------------------------------------------------- |
| 2016/17 |        |        |        |        |        |        | 11     |        |        | Tweede prov. W.-Vl. A                                    | 36                                                       |                                                          |
| 2017/18 |        |        |        |        |        |        | 8      |        |        | Tweede prov. W.-Vl. A                                    | 42                                                       |                                                          |
| 2018/19 |        |        |        |        |        |        | 5      |        |        | Tweede prov. W.-Vl. A                                    | 54                                                       |                                                          |
| 2019/20 |        |        |        |        |        |        | 6      |        |        | Tweede prov. W.-Vl. A                                    | 41                                                       | seizoen vroegtijdig stopgezet wegens de Coronacrisis.    |
| 2020/21 |        |        |        |        |        |        | -      |        |        | Tweede prov. W.-Vl. B                                    | -                                                        | Geschrapt wegens de Coronacrisis.                        |
| 2021/22 |        |        |        |        |        |        | 6      |        |        | Tweede prov. W.-Vl. A                                    | 44                                                       |                                                          |
| 2022/23 |        |        |        |        |        |        | 1      |        |        | Tweede prov. W.-Vl. B                                    | 69                                                       | Kampioen                                                 |
| 2023/24 |        |        |        |        |        | 7      |        |        |        | Eerste prov. W.-Vl.                                      | 46                                                       |                                                          |
| 2024/25 |        |        |        |        |        | 12     |        |        |        | Eerste prov. W.-Vl.                                      | 31                                                       |                                                          |
| 2025/26 |        |        |        |        |        |        |        |        |        | Eerste prov. W.-Vl.                                      |                                                          |                                                          |

### Vrouwen
| Seizoen | Niveau | Niveau | Niveau | Competitie       | Ptn. | Opmerkingen                          | Beker van België |
| Seizoen | I      | II     | III    | Competitie       | Ptn. | Opmerkingen                          | Beker van België |
| ------- | ------ | ------ | ------ | ---------------- | ---- | ------------------------------------ | ---------------- |
| 2020/21 |        |        | -      | Tweede Klasse A  | -    | Competitie geschrapt wegens Covid-19 | -                |
| 2021/22 |        |        | 11     | Tweede Klasse A  | 26   |                                      | R3               |
| 2022/23 |        |        | 6      | Tweede Klasse A  | 45   |                                      | R4               |
| 2023/24 |        |        | 1      | Tweede Klasse A  | 62   | Kampioen                             | R3               |
| 2024/25 |        | 8      |        | Eerste Nationale | 50   |                                      | 1/8 finale       |
| 2025/26 |        |        |        | Eerste Nationale |      |                                      |                  |